# Manufacture d'armes de Tulle
La manufacture d'armes de Tulle est une ancienne entreprise d'armement française située à Tulle, dans le département de la Corrèze, fondée en 1690.

## Histoire
La fondation d'une manufacture d'armes à Tulle s'inscrit dans une tradition de production métallurgique attestée au XVIIe siècle sur les bords de la Corrèze, de la Montane et d'autres petits cours d'eau environnants. Elle est constituée en 1690 à l'initiative de Martial Fénis de Lacombe, procureur du Roi au présidial de Tulle, qui transforme un de ces moulins en fabrique de canons de fusil, et s'associe à Michel Pauphile, arquebusier à Souilhac.
La nouvelle usine se spécialise dans la marine, bénéficiant de la relative proximité de l'arsenal de Rochefort. Le métal utilisé provient dans un premier temps principalement de mines situées en Dordogne.
En 1777, la manufacture, qui se développe dans le quartier de Souilhac, obtient la reconnaissance royale sous ordre du roi Louis XVI, puis devient officiellement « manufacture d'État » en 1886.

### Production et organisation
À partir de 1887, la manufacture de Tulle participe à la production du fusil Lebel modèle 1886, aux côtés des manufactures de Châtellerault et de Saint-Etienne, ces dernières vont dominer la production d'armes en France avec d’autres manufactures françaises. Elle reçoit une première commande de 41 000 exemplaires et en a produit environ 391 000 en 1891 , contre 832 000 à Châtellerault et plus de 1 225 000 à Saint-Étienne.
Malgré une capacité de production plus modeste, Tulle est la dernière à assembler le fusil jusqu'à la fin du XIX siècle, assurant également seule la fabrication des pièces détachées et conservant les équipements nécessaires à la maintenance et à la fabrication de la version modifiée du Lebel 1886 M93.
Dès la fin du XIX siècle, la manufacture devient un lieu de formation technique reconnu. Elle accueille des apprentis et organise des formations qualifiantes pour les postes de chef armurier, contrôleur et élève armurier. Des certificats d'aptitude y sont délivrés entre 1903 et 1957, avec des documents attestant de la mise en place de ces dispositifs dès 1896.

### XXesiècle
Pendant la Première Guerre mondiale, elle compte un maximum de 4 700 ouvriers.
Sous l'Occupation, la manufacture, investie par l'État français au nom de sa collaboration avec l'Allemagne nazie, est un lieu de résistance.
Après la guerre, la manufacture se spécialise dans les armes automatiques. Dans l'entre-deux-guerres, elle devient un centre technique important dans ce domaine. À partir des années 1950, elle développe des armes automatiques de moyen calibre et des composants de mécanique de précision.
En 1971, la manufacture est intégrée au Groupement Industriel des Armements Terrestres (GIAT), dans le cadre d'une rationalisation de l'industrie d'armement terrestre en France.

## Valorisation du patrimoine
En 1979, un musée des Armes est créé dans l'enceinte de l'usine, à son ouverture ce musée était réservé à un public restreint, c'était dédié aux amateurs d'armements et aux potentiels acheteurs. Il est ouvert au public depuis 1999, date de son passage sous gestion municipale. Il comprend trois collections : des armes du musée de l'Armée de Paris, des armes produites à Tulle et un fonds issu de l'ancien musée de la Résistance et de la Déportation. Le musée ferme ses portes en mars 2020 laissant place au Campus Connecté de Tulle.
En 2013, une exposition intitulée "1939-1945 : La Manufacture d'Armes de Tulle pendant la Seconde Guerre mondiale"  a été organisée pour retracer l'histoire de l'établissement durant cette période. L'exposition couvrait les années précédant la déclaration de guerre jusqu'à la Libération en août 1944, mettant en lumière le rôle de la manufacture sous le régime de Vichy et l'occupation allemande.
En avril 2024, ses collections rejoignent la nouvelle Cité de l'accordéon et des patrimoines de Tulle, qui met en lumière trois patrimoines de la ville, comprenant également la conception d'accordéons due à la présence de l'entreprise Maugein, de la dentelle de Tulle, mais aussi de la production d'armes.

### Exposition
- « 1939-1945 : La manufacture d'armes de Tulle pendant la Seconde Guerre mondiale », musée des Armes (15 novembre 2013 - 11 juin 2014).